# Каринотетраодони
Каринотетраодоните (Carinotetraodon) са род животни от семейство тетраодонтови (Tetraodontidae).
Таксонът е описан за пръв път от Герхард Бенл през 1957 година.

## Видове
- Carinotetraodon borneensis
- Carinotetraodon imitator
- Carinotetraodon irrubesco
- Carinotetraodon lorteti
- Carinotetraodon salivator
- Carinotetraodon travancoricus